# Thomas Frei (Biathlet)
Thomas Frei (* 17. April 1980) ist ein ehemaliger Schweizer Biathlet und Skilangläufer.

## Karriere
Thomas Frei startete für den Skiclub Davos. Seit 1999 nahm er an internationalen Veranstaltungen im Skilanglauf teil, zunächst mehrere Jahre nur an FIS- und Continental-Cup-Rennen. Sein Debüt im Skilanglauf-Weltcup gab er Ende 2002 bei einem 15-Kilometer-Rennen in Davos, in dem er Platz 84 belegte. Der Sportsoldat, der auch mehrfach an Militär-Weltmeisterschaften teilnahm, startete jedoch nur selten im Weltcup. Deshalb wechselte er ab 2006 zum Biathlonsport und lief letztmals am Ende der Saison 2006/07 Skilanglaufrennen. Beste Ergebnisse in dieser Sportart waren drei zweite Platzierungen in FIS-Rennen, jeweils über die 15-Kilometer-Distanz.
Frei begann seine internationale Karriere im vergleichsweise fortgeschrittenen Alter von 26 Jahren bei einem Rennen im Rahmen des Biathlon-Europacups in Obertilliach. Beim Sprint belegte er Platz 42. Erste Punkte gewann er noch in derselben Saison als 17. im Sprintrennen in Forni Avoltri. Höhepunkt wurde die Europameisterschaft im bulgarischen Bansko, wo er in Einzel, Sprint und Verfolgung Platzierungen zwischen Rang 29 und 32 erreichte. Kurz nach den Titelkämpfen gewann Frei in Haute-Maurienne im Sprint sein bislang einziges Europacuprennen. Auch in der folgenden Saison startete er zunächst im Continental Cup und belegte dort mehrfach Platzierungen unter den besten Zehn. Nach diesen Leistungen stieg er in den Weltcup auf und nahm an den Wettbewerben in Oberhof teil. Seinen Einstand gab er als 32. im Sprint und verpasste damit erste Weltcuppunkte um zwei Plätze. Nach sechs Rennen im Weltcup wurde Frei für seine ersten Biathlon-Weltmeisterschaften 2008 in Östersund nominiert. Dort belegte er im Sprint als 37. eine gute Platzierung. In der Verfolgung erreichte er Platz 58, im Einzel Rang 70. Mit der Schweizer Staffel wurde er nur 18. Seine ersten Weltcuppunkte gewann Frei auf der letzten Station der Saison 2007/08 am Holmenkollen in Oslo als 28. im Sprint. 2009 wurde Frei Schweizer Doppelmeister in Sprint und Verfolgung. Im Weltcup 2009/2010 erreichte er am 19. Dezember 2009 mit Rang drei beim Sprint in Pokljuka seinen ersten Podestplatz. Thomas Frei nahm an den Olympischen Winterspielen 2010 teil. Sein bestes Resultat war der 12. Platz in der Verfolgung. Mit der Staffel belegte er Rang 9.
Am 24. März 2011 gab Frei seinen Rücktritt bekannt.

## Erfolge

### Weltcup-Platzierungen
Die Tabelle zeigt alle Platzierungen (je nach Austragungsjahr einschliesslich Olympische Spiele und Weltmeisterschaften).
- 1.–3. Platz: Anzahl der Podiumsplatzierungen
- Top 10: Anzahl der Platzierungen unter den ersten zehn (einschliesslich Podium)
- Punkteränge: Anzahl der Platzierungen innerhalb der Punkteränge (einschliesslich Podium und Top 10)
- Starts: Anzahl gelaufener Rennen in der jeweiligen Disziplin
- Staffel: inklusive Mixed- und Single-Mixed-Staffeln

| Platzierung | Einzel | Sprint | Verfolgung | Massenstart | Staffel | Gesamt |
| ----------- | ------ | ------ | ---------- | ----------- | ------- | ------ |
| 1. Platz    |        |        |            |             |         |        |
| 2. Platz    |        |        |            |             |         |        |
| 3. Platz    |        | 1      |            |             |         | 1      |
| Top 10      |        | 1      |            |             | 8       | 9      |
| Punkteränge | 4      | 9      | 2          | 1           | 16      | 32     |
| Starts      | 10     | 29     | 12         | 1           | 17      | 69     |